# Humilladero de Nuestra Señora de la Cinta

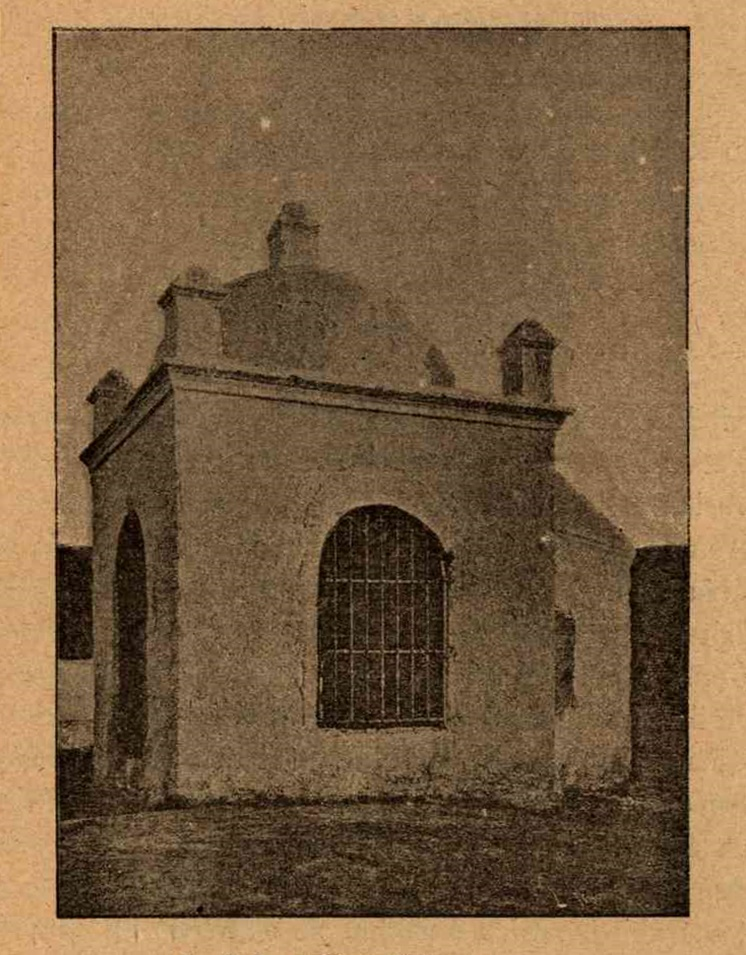
Humilladero de la Cinta en 1892

El Humilladero de Nuestra Señora de la Cinta es una edificación religiosa situada en la ciudad española de Huelva.

## Descripción
Es un edificio en forma de templete cúbico, con tres metros aproximadamente de arista, cubierto con bóveda semicircular. Situado a los pies del cabezo dónde se encuentra el Santuario de Nuestra Señora de la Cinta, en el antiguo camino hacia Gibraleón. Recuerda la leyenda de la aparición de la Virgen a un zapatero que volvía de la localidad olontense. Según Amador de los Ríos, la edificación fue originalmente un morabito del siglo XIII que hoy se encuentra muy remodelado. Si damos por buena esta teoría se trataría del edificio en uso más antiguo de Huelva.
En el siglo XIX, el entorno del humilladero tenía fama de insalubre. La línea férrea Zafra-Huelva hacía parada en este punto para la revisión médica del pasaje, de forma que cualquier viajero sospechoso de padecer enfermedades contagiosas en vez de llegar al casco urbano era derivado al cercano lazareto de la Cinta.
En su interior hay tres paneles cerámicos que representan a la Virgen de la Cinta, Patrona de Huelva, escoltada por San Sebastián y San Roque. Con anterioridad estuvo colocado aquí un lienzo realizado por el artista local Rafael Cortés Moreno, copia de la pintura mural del Santuario que fue depositada en 1917. Cuatro años después se procede a la remodelación del templete.